# فرانسیسکو کالوو
فرانسیسکو خاویر کالوو کسادا (اسپانیایی: Francisco Javier Calvo Quesada‎؛ زادهٔ ۸ ژوئیهٔ ۱۹۹۲) بازیکن فوتبال اهل کاستاریکا است.
از باشگاه‌هایی که در آن بازی کرده‌است می‌توان به نورشلان و مینه‌سوتا یونایتد اشاره کرد.
وی همچنین در تیم ملی فوتبال کاستاریکا بازی کرده‌است.